# Ford Fairlane (Austrália)
Veja também Ford Fairlane (América do Norte)
O Ford Fairlane é um grande carro fabricado pela Ford Australia entre 1959 e dezembro de 2007, sendo produzidos diferentes modelos. 